# Noodstop (kernreactor)

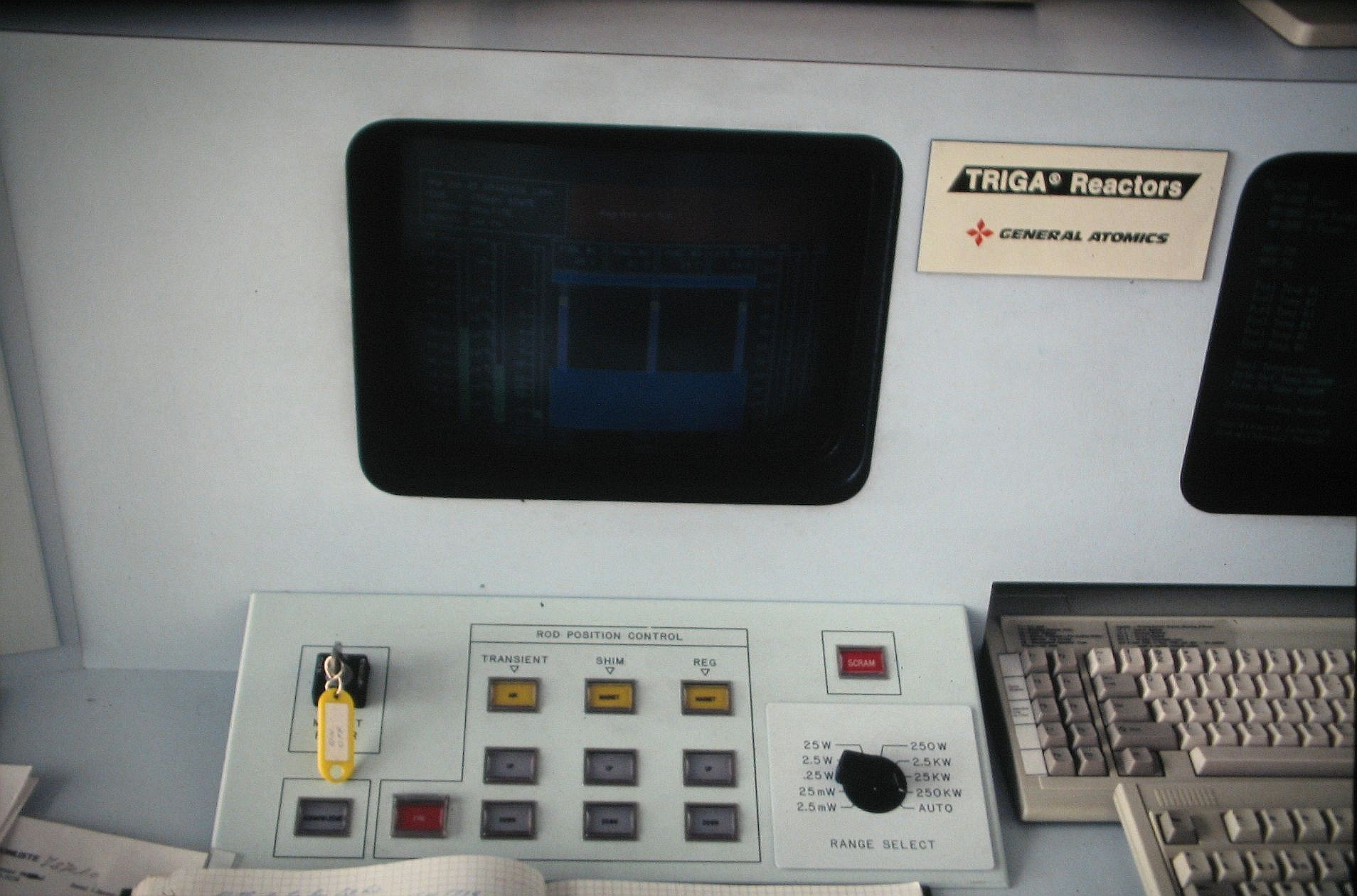
'Scram'-knop in een TRIGA-reactor

Een noodstop of SCRAM is de snelle uitschakeling van een kernreactor in geval van nood. In kerncentrales met een kokendwaterreactor wordt dit wel scram genoemd, in een drukwaterreactor wordt het ook een "reactor trip" genoemd.
Bij een noodstop wordt de kettingreactie die de energie levert zo ver als mogelijk afgeremd. Bij een lichtwaterreactor worden - binnen een aantal seconden - de regelstaven in de reactorkern geschoven. De wijze waarop dit gebeurt is afhankelijk van het type reactor. Vloeibare neutronenvangers, zoals boorzuur worden ook toegepast om de reactie af te remmen, in gasgekoelde reactoren kan men boorpoeder toevoegen aan de gasstroom. Beide hebben echter als bijwerking dat de centrale niet meteen weer opgestart kan worden en deze techniek wordt dan ook slechts toegepast als de regelstaven niet ingebracht kunnen worden.
Een noodstop wordt geïnitieerd door een stroomuitval, maar ook door andere afwijkingen van het normale bedrijf, bijvoorbeeld bij excessieve trillingen zoals een aardbeving.
Het uitvoeren van een noodstop is de eerste stap in het veilig stilleggen van de reactor, maar is niet afdoende. Ook na het stilvallen van de kettingreactie blijft de reactor nog geruime tijd nawarmte produceren door het radioactieve verval van de nog aanwezige splijtingsproducten, aanvankelijk tot zo'n 10% van het oorspronkelijke thermische vermogen. Wanneer deze warmte niet wordt afgevoerd, kunnen de brandstofelementen gaan smelten (een kernsmelting of meltdown). Dit gebeurde bij de reactoren van de Japanse kerncentrale Fukushima I na de aardbeving in Japan in maart 2011: direct bij de aardbeving werden de reactoren met een scram stilgelegd, maar de daarop volgende tsunami vernielde de noodkoelsystemen.